# Berlin, brigade criminelle
Pour les articles homonymes, voir KDD (homonymie).
Berlin Brigade criminelle (KDD – Kriminaldauerdienst) est une série télévisée allemande en 28 épisodes de 45 minutes créée par Orkun Ertener (de) et diffusée du 2 février 2007 au 2 mars 2010 sur la ZDF.
En France, elle est diffusée de 2009 à 2010 sur Arte. Elle reste inédite dans les autres pays francophones.

## Synopsis
La brigade criminelle sujet de la série se trouve dans le quartier de Kreuzberg. On suit le travail quotidien de l'unité ainsi que les fortunes professionnelles et privées des membres. L'intrigue qui s'étend sur les trois saisons est une affaire de corruption au sein de la police de Berlin dans laquelle les membres de la brigade sont impliqués différemment. La deuxième saison insiste plus sur les vies personnelles. La troisième saison suit la brigade au jour le jour.
Les personnages principaux sont les sept fonctionnaires de la brigade criminelle :
- Le chef de la brigade, le commissaire principal Helmut Enders
- Le commissaire adjoint Jan Haroska, un policier expérimenté et parfois sec, alcoolique
- La commissaire adjointe Kristin Bender, qui cache son homosexualité à ses collègues
- Le commissaire Leo Falckenstein, fils d'un magnat de la presse
- La commissaire Sylvia Henke, une femme ambitieuse
- Le commissaire Mehmet Kilic, d'origine turque, mal à l'aise avec son identité
- La commissaire de police Maria Hernandez, femme divorcée

Les personnages secondaires récurrents sont :
- Karsten Stieglitz, un fonctionnaire du service interne
- Sabine, l'ancienne femme d'Enders
- Enes, un adolescent réfugié kosovar, qui construit avec Bender une relation comme filiale

La première saison se concentre sur deux histoires : d'un côté Janvier Haroska qui a détourné l'argent de la drogue et est de plus en plus suspecté, de l'autre la complicité d'un officier supérieur de la police avec une faction dans le trafic de drogue à Berlin. À côté de petites affaires dans chaque épisode, cette histoire de drogue aboutit à un final spectaculaire, où la brigade criminelle est attaquée par la mafia dans le Gendarmenmarkt. La deuxième saison continue sur cette histoire de corruption. De plus, une autre intrigue est une affaire de paris truqués qui aboutira à un scandale dans le milieu du football. Des intrigues sur les vies personnelles de la première saison se poursuivent : la rupture entre Haroska et Hernandez ou les états d'âme de Henke, qui a subi un viol et entretient une relation avec Falckenstein. La troisième saison se situe un an après la fin de la deuxième saison. Elle reprend des intrigues des deux saisons. L'histoire principale s'appuie sur Mehmet Kilic, qui a des problèmes de drogue, a un deuxième emploi de videur dans un établissement de la communauté turque et devient une sorte d'agent infiltré, ce qu'il lui fait se poser des questions de loyauté. Le final de la troisième saison est une prise d'otage au sein de la brigade criminelle.

## Fiche technique
- Titre : Berlin Brigade criminelle
- Titre original : KDD – Kriminaldauerdienst
- Réalisation : Andreas Prochaska (7 épisodes, 2008-2010), Lars Kraume (4 épisodes, 2007), Filippos Tsitos (4 épisodes, 2007), Christian Zübert (4 épisodes, 2010), Matthias Glasner (3 épisodes, 2007), Züli Aladağ (de) (3 épisodes, 2008), Edward Berger (3 épisodes, 2008)
- Scénaristes : Orkun Ertener (de) (créateur, 22 épisodes), Lars Kraume (4 épisodes, 2007), Edward Berger (2 épisodes, 2008), Oliver Hein-Macdonald (2 épisodes, 2008), Kathrin Breininger (1 épisode, 2007), Matthias Glasner (1 épisode, 2007), Falko Löffler (1 épisode, 2007)
- Musique : Christoph M. Kaiser (de), Julian Maas (de)
- Direction artistique : Claus-Rudolf Amler
- Production : Kathrin Breininger
- Société de production : H&V Entertainment
- Pays d'origine :  Allemagne
- Langue : allemand
- Genre : Policier
- Durée : 28 épisodes de 45 minutes (trois saisons)
- Dates de première diffusion :  
  -  Allemagne : 2 février 2007 sur ZDF.
  -  Suisse : 22 janvier 2008.
  -  Suède : 14 juin 2008.
  -  France : 13 mars 2009 sur Arte[2].

## Distribution
- Götz Schubert (VF : Gérard Darier): Helmut Enders
- Manfred Zapatka : Jan Haroska
- Saskia Vester : Kristin Bender
- Barnaby Metschurat : Leo Falckenstein
- Billey Demirtaş (de) : Mehmet Kilic
- Melika Foroutan (VF : Laura Blanc) : Sylvia Henke
- Jördis Triebel : Maria Hernandez
- Michael Rotschopf (de) : Karsten Stieglitz
- Johanna Gastdorf (VF : Carole Franck) : Sabine Enders
- Anna Fischer : Maren / Lisa Enders
- Edin Hasanovic (de) : Enes
- Bernhard Schütz (de) : Dr Wolfgang Jacobi
- Jürgen Vogel : Han
- Christian Redl : Rainer Sallek
- Jürgen Tarrach (de) : Armin Ponew

## Source de traduction
- (de) Cet article est partiellement ou en totalité issu de l’article de Wikipédia en allemand intitulé « KDD – Kriminaldauerdienst » (voir la liste des auteurs).